# مارغريت بيرسون
مارغريت بيرسون (بالإنجليزية: Marguerite Pearson)‏ هي لاعب كرة قاعدة أمريكية، ولدت في 6 سبتمبر 1932 في بيتسبرغ في الولايات المتحدة، وتوفيت في 4 يناير 2005 في ماونت بليزانت في الولايات المتحدة.